# جوزپه استانکامپیانو
جوزپه استانکامپیانو (انگلیسی: Giuseppe Stancampiano؛ زادهٔ ۹ ژانویهٔ ۱۹۸۷) بازیکن فوتبال است.